# Zygmunt Światłowski
Zygmunt Światłowski (ur. 1930, zm. 1944 w Kaliszu) – harcerz zabity za sprzeciw wobec germanizacji.

## Pobyt w Gaukinderheim w Kaliszu
Zygmunt Światłowski trafił do Gaukinderheim w Kaliszu w ramach niemieckiego planu rabunku i germanizowania polskich dzieci (zob. rabunek polskich dzieci). Zygmuntowi nadano nowe imię i nazwisko: Hans Huerlemann i poddano procesowi intensywnej germanizacji. Chłopiec stawiał opór np. mówił często „dzień dobry” wbrew zakazowi mówienia po polsku w Gaukinderheimie. Zygmunt miał zostać adoptowany, jednak nie doszło do tego, ponieważ nie poddał się procesowi germanizacji.
W 1944 roku dyrektorka Gaukinderheimu w Kaliszu Johanna Zander nakazała udać się Zygmuntowi do jadalni. W pomieszczeniu znajdowała się dziewczynka przywiązana sznurem do krzesła oraz inne dzieci z ośrodka, które miały oglądać całe zajście. Zander pokazała Zygmuntowi jak ma uderzać dziewczynę. Dyrektorka nakazała uderzać chłopcu dziewczynkę 20 razy szpicrutą w ramach kary za mówienie po polsku. Zygmunt Światłowski po otrzymaniu szpicruty uderzył w twarz dyrektorkę ośrodka. Johanna Zander zaciągnęła chłopca do piwnicy i rzuciła na znajdujące się tam silniki i przewody elektryczne. Chłopiec natychmiast zmarł. Personel zakładu poinformował niemiecką policję, że chłopiec wpadł na przewody.
Zwłoki Zygmunta Światłowskiego widziała Maria Pinczewska, która twierdziła, że zwłoki chłopca były sine, jakby był porażony prądem. Mąż kierowniczki zrobił zdjęcia zwłokom chłopca. Zygmunt Światłowski został pochowany na Cmentarzu Wojskowym na Majkowie. Na jego grobie napisano Zamordowany przez Niemców w Gaukinderheim w Kaliszu, za to, że nie chciał być Niemcem.